# D. B. Cooper

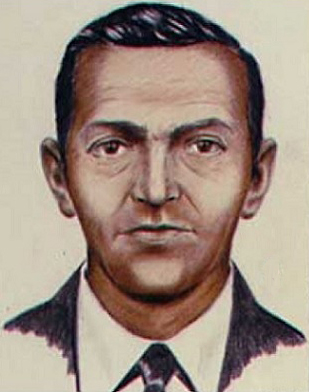
Fahndungsbild aus dem Jahre 1972 von D. B. Cooper

D. B. Cooper und Dan Cooper sind Pseudonyme für einen Flugzeugentführer, der am 24. November 1971 über bergigem Gelände im Südwesten des US-Bundesstaates Washington aus einer Boeing 727 sprang, nachdem er zuvor ein Lösegeld in Höhe von 200.000 US-Dollar (entspricht einem heutigen Gegenwert von etwa 1,3 Millionen US-Dollar) erpresst hatte.
Bis heute ist der Fall nicht aufgeklärt. Es gibt etliche Theorien, aber keine sicheren Erkenntnisse darüber, wer der Entführer war und was nach seinem Absprung geschah. Die einzigen materiellen Spuren außerhalb des Flugzeugs sind drei Bündel verwitterter Banknoten, die ein Kind 1980 am sandigen Flussufer des Columbia River ausgegraben hatte und die als Teil des Lösegelds identifiziert wurden, sowie ein Teil eines Schildes, das vermutlich von der hinteren Treppe des Flugzeugs stammt, von der Cooper abgesprungen war.
Das FBI führt den Fall Cooper unter dem Codenamen „Norjak“. Im Dezember 2007 und im März 2009 belebte das FBI den Fall wieder und hoffte auf neue Informationen zur Klärung von Coopers Identität. Doch endgültige Antworten ergaben auch diese und neuere Recherchen nicht. Das FBI gab im Juli 2016 bekannt, es habe die Ermittlungen im Fall D. B. Cooper nach 45 Jahren eingestellt.

## Pseudonyme
Der Entführer verwendete beim Kauf des Flugtickets das Pseudonym Dan Cooper. Bei den ersten Ermittlungen befragte das FBI einen Mann namens D. B. Cooper und ließ ihn dann wieder frei. Dieser Mann wurde nie als dringend tatverdächtig angesehen. Wegen eines Missverständnisses mit den Medien wurden seine Initialen jedoch fest mit dem Entführer verknüpft, und so ist dieser heute vor allem als D. B. Cooper bekannt.

## Die Entführung

### Eine Aktentasche mit einer Bombe
Am 24. November 1971, dem Vorabend von Thanksgiving, entführte um 16:35 Uhr Ortszeit in den USA ein unter dem Namen Dan Cooper reisender Mann eine Boeing 727-051 der Fluggesellschaft Northwest Orient Airlines mit der Flugnummer 305, wobei er mit einer Bombe drohte. Er trug eine Aktentasche voller Drähte und roter Stangen bei sich.
Cooper hatte das Flugzeug zuvor zusammen mit 36 anderen Passagieren und sechs Crewmitgliedern in Portland in Oregon in Richtung Seattle  bestiegen. Er trug einen schwarzen Regenmantel, Slipper, einen dunklen Geschäftsanzug, ein sauber gebügeltes weißes Hemd, eine schmale schwarze Krawatte mit einer perlmuttbesetzten Krawattennadel sowie eine schwarze Sonnenbrille.
Das Flugzeug war kaum in der Luft, als er eine in der Nähe seines Platzes sitzende Stewardess, Florence Schaffner, wegen einer Getränkebestellung herbeirief. Beim Bezahlen gab er ihr auch einen Umschlag. Da sie dachte, er würde ihr seine Telefonnummer geben, steckte sie ihn ungeöffnet in ihre Tasche. Cooper lehnte sich näher und sagte: „Fräulein, Sie schauen sich den Zettel besser an! Ich habe eine Bombe.“ Im Umschlag befand sich ein Zettel mit dem Inhalt:

“I have a bomb in my briefcase. I will use it if necessary. I want you to sit beside me.”

„Ich habe eine Bombe in meiner Aktentasche. Falls nötig, werde ich von ihr Gebrauch machen. Ich möchte, dass Sie sich neben mich setzen.“

Die Flugbegleiterin bat darum, die Bombe zu sehen. Der Entführer öffnete seinen Koffer einen Spalt, lange genug, damit Schaffner rote Zylinder und Drähte erkennen konnte. Dann forderte er 200.000 US-Dollar, vier Fallschirme (zwei normale Fallschirme und zwei Reservefallschirme) und Treibstoff, um das Flugzeug wiederaufzutanken.
Nachdem die Stewardess das Cockpit über Cooper und seinen Zettel benachrichtigt hatte, kontaktierte Pilot William Scott die Flugsicherung des internationalen Flughafens Seattle-Tacoma. Diese gab die Anweisung, mit Cooper zu kooperieren. Scott wies Schaffner an, zu Dan Cooper zurückzukehren und sich neben ihn zu setzen. Als sie wiederkam, trug er eine schwarze Sonnenbrille. Er befahl ihr, dem Piloten zu sagen, dass dieser nicht landen solle, bevor das von ihm geforderte Geld und die Fallschirme in Seattle-Tacoma bereitlägen. Schaffner ging zurück zum Cockpit und gab Coopers Anweisungen weiter.

### Freilassung der Geiseln und Fluchtplan

Animierte Skizze: Ausklappen der Hecktreppe, Absprung des Entführers

Als das Flugzeug um 17:45 Uhr an seinem Zielort Seattle-Tacoma landete, ließ der Entführer die Passagiere im Austausch gegen 200.000 US-Dollar und vier Fallschirme frei.
Während die Maschine aufgetankt wurde, informierte Cooper die Cockpitbesatzung über seinen Fluchtplan: Die Boeing sollte mit dem Ziel Mexiko-Stadt südöstlich fliegen, und zwar mit ausgefahrenem Fahrwerk und den Landeklappen auf 15 Grad, so langsam wie möglich (ca. 185 km/h) und in höchstens 10.000 Fuß (ca. 3 Kilometer) Höhe statt der normalen Flughöhe von 25.000 bis 37.000 Fuß. Der erfahrene Kopilot informierte Cooper darüber, dass das Flugzeug unter diesen Bedingungen nur rund 1000 Meilen (1600 Kilometer) weit fliegen könne, was einen Zwischenstopp für ein erneutes Auftanken erforderlich machte. Cooper einigte sich mit der Crew auf einen Zwischenstopp in Reno (Nevada).
Um 19:40 Uhr zwang er die Cockpitbesatzung, erneut abzuheben.
Gegen 20:00 Uhr zeigte eine Warnleuchte im Cockpit an, dass Cooper den Mechanismus zum Ausfahren der Hecktreppe aktiviert hatte. Die Crew bemerkte dann einen Druckabfall – offenbar hatte sich die Hecktür geöffnet. Bald danach sprang Cooper mit dem Geld von der hinteren Treppe des Flugzeugs ab. Das FBI geht davon aus, dass Cooper um 20:13 Uhr absprang, da an dem Flugzeugheck zu diesem Zeitpunkt eine Aufwärtsbewegung zu beobachten war. Die Boeing flog zu dieser Zeit bei Sturm und Regen über dem Südwesten des Bundesstaates Washington. Wegen der schlechten Sicht konnte der Absprung nicht von den verfolgenden F-106-Kampfflugzeugen beobachtet werden.
Das Flugzeug landete mit der ausgeklappten Hecktreppe gegen 22:15 Uhr auf dem Flughafen von Reno.

## Untersuchungen

### Ort des Absprungs

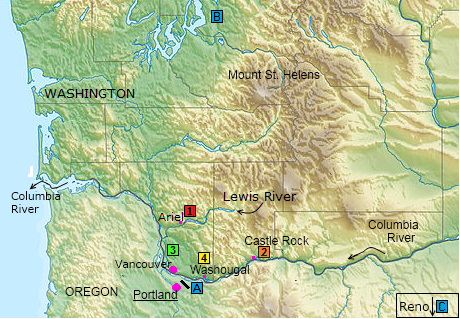
A, B, C Airports Portland – Seattle – Reno
1 Erster errechneter mutmaßlicher Absprungpunkt
2 Fundort der abgerissenen Gebrauchsanleitung der Hecktreppe
3 Fundort der Geldbündel
4 Zweiter errechneter mutmaßlicher Absprungpunkt.

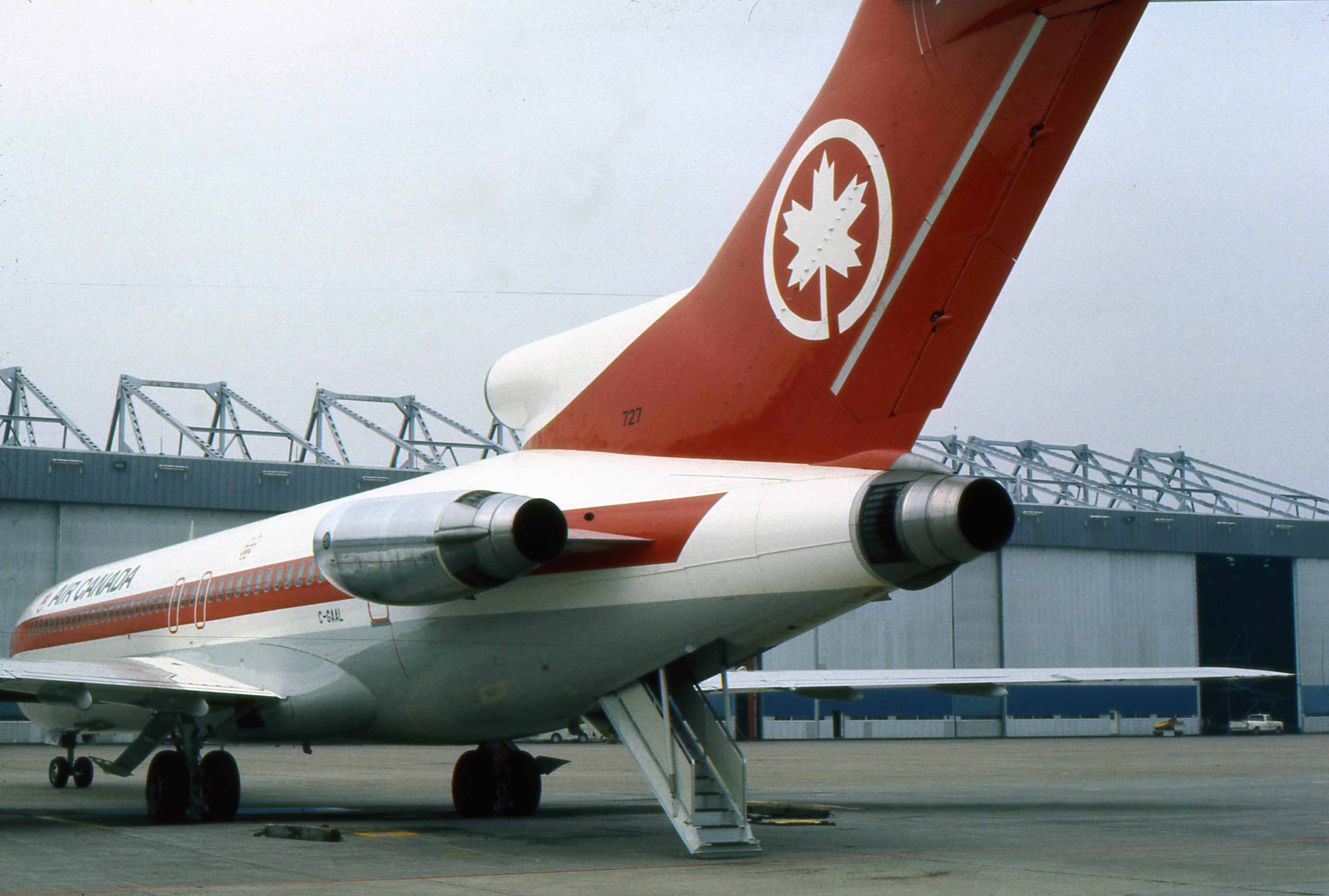
Eine Boeing 727 mit ausgeklappter Treppe am Heck

Die Landezone wurde zunächst auf Clark County und Cowlitz County im Südwesten des Bundesstaats Washington in der Nähe des Lewis River lokalisiert. Spätere Überlegungen lokalisierten das Gebiet weiter südöstlich im Einzugsgebiet des Washougal River. Trotz mehrfacher umfangreicher Suchaktionen, auch von Privatpersonen, wurde nie eine Spur von Cooper gefunden.

### Kenntnisse des Entführers
Die Boeing 727 hat ein für eine Zivilmaschine seltenes Ausstattungsmerkmal – eine Hecktür mit einer ausklappbaren Treppe. Der Entführer kannte offenbar die ungewöhnliche Möglichkeit, diese Treppe während des Fluges herunterzulassen, und wusste auch, dass das Auslösen dieses Mechanismus nicht vom Cockpit aus verhindert werden konnte. Da es keinen vernünftigen Zweck für das Ausklappen der Hecktreppe während des Fluges gibt, war diese Funktion nicht einmal zivilen Besatzungen der Boeing 727 bekannt. Kenntnisse dieser Art hatten eigentlich nur einige Mitarbeiter des Herstellers und wenige Spezialisten der CIA.
Die Anweisungen des Entführers bezüglich des Flugs nach Reno sprechen dafür, dass er sich mit Flugzeugtechnik auskannte. Andererseits schien er von Fallschirmen nichts zu verstehen: Von den beiden Hauptfallschirmen wählte er den schlechteren aus und von den beiden Reservefallschirmen sogar ein funktionsunfähiges Modell. Den brauchbaren Reservefallschirm zerschnitt er, möglicherweise um die Tasche mit dem Lösegeld zu umwickeln und an sich zu schnüren. Die NZZ schrieb 2021, dass nur funktionstüchtige Fallschirme vorbereitet worden seien, da die Gefahr bestanden hätte, dass der Entführer mit einer Geisel fliehen wolle.
Der mit dem Fall befasste Special Agent des FBI Larry Carr sagte dazu:

„Wir dachten ursprünglich, dass Cooper ein erfahrener Springer gewesen sei, vielleicht sogar ein Fallschirmjäger. Nach einigen Jahren kamen wir zu dem Schluss, dass das einfach nicht stimmte. Kein erfahrener Fallschirmspringer würde bei pechschwarzer Nacht im Regen mit Gegenwind um 320 km/h, bekleidet mit einem Trenchcoat und Straßenschuhen mit dem Fallschirm [über unbekanntem Gebiet] abspringen. Es ist einfach zu riskant. Er hatte auch übersehen, dass sein Reservefallschirm nur für Trainingszwecke gedacht und zugenäht war, ein Umstand, der einem erfahrenen Fallschirmspringer nicht entgangen wäre.“

### Lösegeld

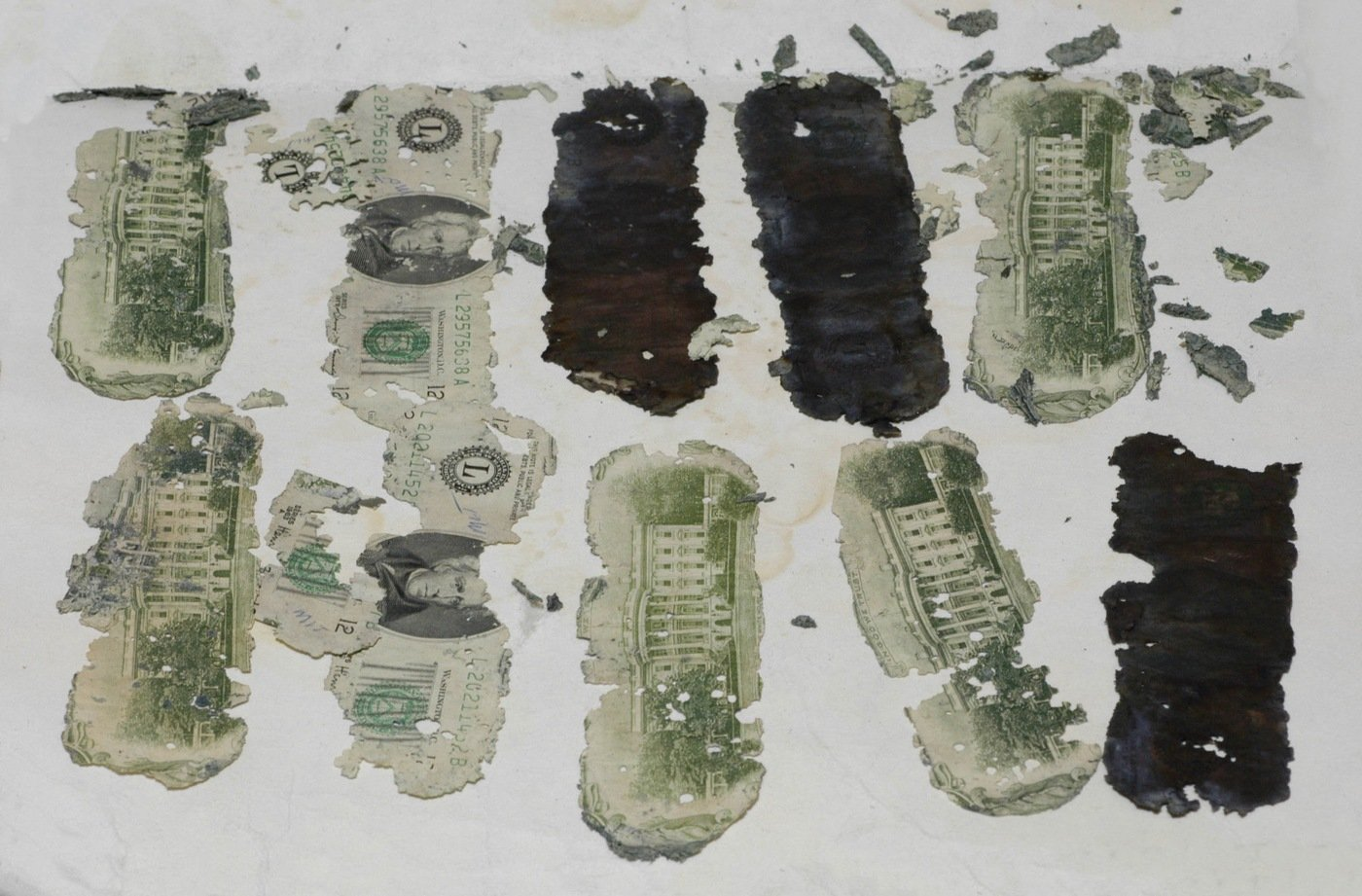
Teil des 1980 gefundenen Lösegeldes

Am 10. Februar 1980 fand ein achtjähriger Junge bei einem Picknickausflug mit seiner Familie drei Bündel mit 20-Dollar-Noten, insgesamt 5800 US-Dollar, am Ufer des Columbia River, acht Kilometer nordwestlich des amerikanischen Vancouver im US-Bundesstaat Washington. Die Bündel konnten dem Lösegeld zugeordnet werden, da die Seriennummern notiert worden waren.
Der Fund warf mehr Fragen auf, als er beantwortete. Die Geldscheine waren beim Auffinden kaum von Sand bedeckt gewesen, und sie waren vor allem am Rand stark verwittert und abgewetzt, was auf einen Transport im Fluss hinwies. Wenn Cooper die drei Geldbündel verloren hätte, sei es beim Absprung oder am Fallschirm hängend oder erst nach der Landung, konnten sie früher oder später im Absprunggebiet in den Washougal River geraten sein. Es wäre aber dann rätselhaft, warum sie weit flussabwärts an genau derselben Stelle am Ufer des Columbia River abgelagert wurden. Die zur Bündelung verwendeten Gummibänder wären am Boden unter direkter Einwirkung von Wetter oder im Fluss spätestens nach einem Jahr brüchig geworden und abgefallen, sie waren aber noch erhalten und zerbröselten erst bei der Berührung nach dem Ausgraben. Dies sprach dafür, dass die Geldbündel innerhalb eines Jahres nach der Flugzeugentführung am späteren Fundort angeschwemmt wurden – oder dass Cooper oder eine andere Person sie irgendwann dort vergraben hatte.
Eine Untersuchung der Kieselalgen auf einem der Geldscheine konnte im Jahr 2020 einige der offenen Fragen klären. Anhand des Vergleichs mit zwei Banknoten, die testweise im November beziehungsweise im März im Columbia River versenkt wurden, zeigten sich deutliche Unterschiede in der Zusammensetzung der Kieselalgenarten und charakteristischer Spurenelemente. Daraus ergab sich, dass die Geldbündel nicht in einem November und auch nicht ein ganzes Jahr lang im Columbia River gewesen sein konnten, sondern nur in einer bestimmten Jahreszeit, nämlich etwa im Mai oder Juni – also mindestens ein halbes Jahr nach Coopers Absprung aus dem Flugzeug im November 1971. Auf der Banknote aus dem Lösegeld fanden sich viele große Kieselalgen im Verhältnis zu kleineren Kieselalgen. Dies bedeutete, dass die Geldbündel einige Zeit aufgefächert im Flusswasser lagen und dort mit Kieselalgen durchspült wurden. Damit entfällt die Möglichkeit, dass Cooper oder eine andere Person trockene Geldscheine am Flussufer vergraben hat.
Der Rest des Lösegeldes wurde nie gefunden.

### Wahl des Pseudonyms
Ein Hinweis könnte in dem Pseudonym Dan Cooper stecken, das der Entführer gewählt hatte. Es gibt eine belgische Comicfigur namens Dan Cooper. Dieser Dan Cooper ist kanadischer Militärpilot, und in den Comics kommen unter anderem auch Fallschirmabsprünge vor. Der Entführer könnte ein Fan dieses Comichelden gewesen sein. Da die Comicserie zu dieser Zeit nicht in englischer Sprache erhältlich war, wurde spekuliert, der Entführer könne frankokanadischer Herkunft sein.

### Einstellung der Ermittlungen
FBI-Ermittler Larry Carr kam, wie schon zuvor viele seiner Kollegen, zu der Einschätzung, es sei „sehr unwahrscheinlich“, dass der Entführer den Fallschirmabsprung überlebt hat. Dennoch hielt das FBI diesen Fall bis Juli 2016 offen. Dann stellte das FBI die Ermittlungen ein, lagerte die gesamten Akten im FBI-Hauptquartier in Washington, D.C. ein und veröffentlichte die Akten aus dem Zeitraum bis Mai 1992 im Internet – insgesamt tausende Seiten in 53 Dokumentordnern.
Der Fall Cooper ist der einzige ungelöste Fall einer Flugzeugentführung in den USA. Die Bürger sollen sich weiterhin an das FBI wenden, wenn sie mit möglichen Spuren in Berührung kommen, insbesondere mit den Fallschirmen oder Banknoten aus dem Lösegeld. Mit einem Programm im Internet kann durch Eingabe der Seriennummer und des Ausgabejahrs geprüft werden, ob alte 20-Dollar-Noten aus dem Lösegeld stammen.

## Verdächtige (Auswahl)

### Richard McCoy, Jr.

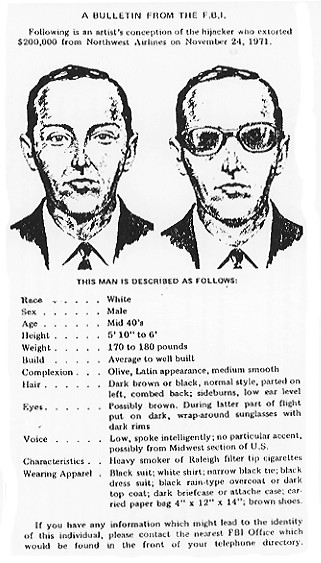
Fahndungsplakat des FBI

Wenige Monate nach D. B. Coopers Flugzeugentführung entführte Richard McCoy am 7. April 1972 ein Flugzeug. McCoy stieg bei einer Zwischenlandung in Denver dem Flug United Flight 855 zu. Die Maschine war wie im Fall Coopers eine Boeing 727 mit Hecktreppe; McCoy nutzte sie für seine Flucht mit einem Lösegeld von 500.000 US-Dollar, nachdem er der Flugzeugbesatzung Anweisungen ähnlich denen Coopers gegeben hatte. McCoy hatte eine Handgranatenattrappe und eine ungeladene Pistole bei sich. Da er auf einem Magazin, das er während des Fluges gelesen hatte, seine Fingerabdrücke hinterließ und auch seine handgeschriebenen Zettel vergaß, konnte ihn das FBI identifizieren.
Die Polizei befragte McCoy auf den Hinweis eines Autofahrers hin. Der Autofahrer hatte McCoy, der einen Fallschirmspringeranzug trug und einen Kleidersack mit sich führte, per Anhalter mitgenommen.
McCoy war verheiratet und Vater zweier Kinder. Er war Lehrer an einer Mormonensonntagsschule und studierte Jura an der Brigham Young University. Er sprach mit einer Reihe von Personen darüber, wie einfach es wäre, ein Flugzeug zu entführen. Als begeisterter Fallschirmspringer und Hubschrauberpilot in einer Spezialeinheit war er als Vietnamveteran ausgezeichnet worden. Sein Traum war es, FBI- oder CIA-Agent zu werden.
Aufgrund der Übereinstimmung der Fingerabdrücke und der Handschrift wurde McCoy zwei Tage nach der Entführung inhaftiert.
Ironischerweise war McCoy als Hubschrauberpilot der Nationalgarde an der Suche nach dem Entführer beteiligt gewesen. In seinem Haus fand das FBI den Fallschirmspringeranzug und den Kleidersack, der mit Geld in der Höhe von 499.970 US-Dollar gefüllt war. McCoy plädierte auf unschuldig, wurde vor Gericht aber der Flugzeugentführung überführt und zu einer Haftstrafe von 45 Jahren verurteilt. Eine Berufung ging bis zum Supreme Court.
In der Haft nutzte er seinen Zugang zum Gefängniszahnlabor zum Modellieren einer Handfeuerwaffe aus zahnmedizinischer Paste. Zusammen mit Mitgefangenen entkam er im August 1974, indem sie ein Müllauto stahlen und damit das Haupttor durchbrachen. Das FBI benötigte drei Monate, um McCoy in Virginia aufzuspüren. Vermutlich eröffnete McCoy das Feuer auf die FBI-Agenten. Dem Bericht zufolge wurde er in dem folgenden Schusswechsel von dem Polizisten Nicholas O’Hara mit einem Gewehr erschossen. Andere Zeugen bestreiten diese Aussage.
1991 wurde das Buch D. B. Cooper: Der wahre McCoy, geschrieben von Bernie Rhodes und dem früheren FBI-Agenten Russell Calame, veröffentlicht. Darin werden Indizien dahingehend benannt, dass Cooper und McCoy dieselbe Person seien. Die Autoren verweisen auf die gleichen Methoden der Entführung, die Krawatte und das Brigham-Young-Medaillon mit McCoys Initialen auf der Rückseite, die von Cooper im Flugzeug zurückgelassen wurden. Zudem wird angeführt, dass McCoy nie zugab oder bestritt, dass er Cooper sei. Und als McCoy direkt gefragt wurde, ob er Cooper sei, gab er zu Antwort: „Darüber möchte ich nicht reden.“ Der Polizist, der McCoy erschossen haben soll, wird mit den Worten zitiert: „Als ich Richard McCoy erschoss, habe ich auch zugleich D. B. Cooper erschossen.“ McCoys Witwe, Karen Burns McCoy, kam mit den Buchautoren überein, dass das Buch mit der Theorie, McCoy sei Cooper, nicht verfilmt werden solle.
Im Jahr 2024 untersuchte das FBI einen Fallschirm, der von McCoys Kindern auf dem Dachboden ihres Elternhauses gefunden wurde.

### Duane Weber
Im Juli 2000 veröffentlichte U.S. News and World Report einen Artikel über eine Witwe aus Pace in Florida namens Jo Weber und ihre Behauptung, dass ihr verstorbener Mann Duane Weber vor seinem Tod im Jahr 1995 ihr gegenüber gestanden habe: „Ich bin Dan Cooper“. Sie schöpfte Verdacht und begann, seine Vergangenheit zu überprüfen. Duane Weber hatte im Zweiten Weltkrieg in der Armee gedient und später in einem Gefängnis in der Nähe des Flughafens Portland gearbeitet. Sie erinnerte sich daran, dass ihr Mann einst einen Albtraum gehabt und im Schlaf davon gesprochen habe, aus einem Flugzeug zu springen und „die Fingerabdrücke auf der Hecktreppe zu hinterlassen“. In seinen Unterlagen habe sie auch einmal ein altes Flugticket mit dem Kürzel SEA-TAC (Seattle-Tacoma Airport) gefunden. Zudem gab sie an, dass ihr Mann kurz vor seinem Tod gesagt habe, seine alte Knieverletzung stamme „von einem Sprung aus einem Flugzeug“.
Jo Weber erzählte auch von einem Urlaub, den das Paar in Seattle verbrachte, „einer sentimentalen Reise“, wie Duane diese genannt habe. In diesem Urlaub seien sie auch zum Columbia River gegangen. Dort sei ihr Mann seltsamerweise zu den Ufern des Flusses hinunter gegangen – genau vier Monate, bevor der Teil von Coopers Beute in der gleichen Gegend gefunden wurde. Weiter berichtete sie, dass sie ein Buch über den Fall Cooper in der örtlichen Bibliothek angeschaut und darin in Aufzeichnungen die Handschrift ihres Gatten wiedererkannt habe. Sie begann einen Schriftwechsel mit dem FBI-Agenten Ralph Himmelsbach, dem Vorsitzenden der Untersuchungskommission des Falls Cooper. Himmelsbach erklärte, dass Duane Weber einer der Hauptverdächtigen sei. Obwohl man die Übereinstimmung von Fahndungsbildern mit Fotografien Webers als nicht beweiskräftig ansehen musste, machte ihn eine Gesichtserkennungssoftware als beste Übereinstimmung aus.
Der Verdacht, Duane Weber sei Dan Cooper, wurde zudem von Robert Knoss aus Minneapolis (Minnesota), einem früheren Bekannten Webers, gestützt. Seinen Angaben zufolge sei Weber als Dan Cooper bekannt gewesen, wohnhaft in Bloomington (Minnesota), wo dieser drei Jahre vor der Entführung auch als geübter Fallschirmspringer trainiert habe.
Aufgrund einer DNA-Analyse, in der DNA-Proben Webers mit DNA-Spuren von der im Flugzeug zurückgelassenen Krawatte verglichen wurden, konnte Duane Weber als Täter jedoch ausgeschlossen werden.

### John List
Im Jahr 1971 wurde der Mehrfachmörder John List der D.-B.-Cooper-Entführung verdächtigt, die direkt nach der Ermordung seiner Familie geschah. Lists Alter, seine Gesichtszüge und sein Körperbau passten auf den mysteriösen Flugzeugentführer. Lists Schulden entsprachen genau der damaligen Beute von Cooper. Aus dem Gefängnis heraus bestritt er jedoch hartnäckig, Cooper zu sein, und das FBI betrachtete ihn schließlich nicht mehr als Verdächtigen.

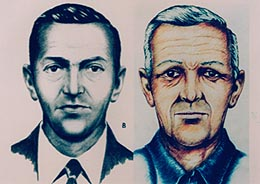
D. B. Coopers mutmaßliche Alterung

### Kenneth Christiansen
Im Jahr 2003 kam Lyle Christiansen aus Minnesota, als er einen Dokumentationsfilm über die Flugzeugentführung sah, der Gedanke, dass sein 1994 verstorbener Bruder Kenneth Christiansen der Täter gewesen sein könnte. Dieser war 1944 zur Armee gegangen und dort zum Fallschirmjäger ausgebildet worden. Einige Jahre nach Kriegsende verließ er die Armee und arbeitete als Flugbegleiter und später als Purser bei Northwest Airlines in Seattle. Aufgrund der schlechten Bezahlung hatte er den Angaben seines Bruders zufolge Aggressionsgefühle gegenüber seinem Arbeitgeber entwickelt. Einige Details der Personenbeschreibung stimmten mit der D. B. Coopers überein, so z. B. die Linkshändigkeit, das geschätzte Alter, seine Vorliebe für Bourbon und das Zigarettenrauchen. Auch hatte sich Christiansen kurz nach der Entführung eine teure Briefmarkensammlung gekauft. In seinem Nachlass fanden die Angehörigen ein Bankkonto mit 200.000 US-Dollar und einen Aktenordner mit Zeitungsausschnitten über Vorfälle bei NWA, die bis etwa zum Zeitpunkt der Entführung datierten, danach aber abbrachen. Allerdings gab es auch Personendetails, die nicht zur Person des Entführers passten, z. B. Augenfarbe, Teint, Größe, Gewicht, Haar, sodass das FBI Christiansen nicht als primären Tatverdächtigen ansah.

### Lynn Doyle Cooper
Im Juli 2011, fast vierzig Jahre nach der Tat, geriet der zu diesem Zeitpunkt bereits verstorbene Lynn Doyle Cooper unter Tatverdacht. Seine Nichte hatte berichtet, dass er – ein Veteran des Koreakriegs – und ein weiterer Onkel am Tag vor der Tat ein Gespräch geführt hätten, in dessen Rahmen ihr teure Funkgeräte aufgefallen seien. Am Tag nach der Tat sei Lynn Doyle Cooper dann „blutig, verletzt und unordentlich“ aufgetaucht und habe zunächst von einem Autounfall gesprochen, dann aber von einer Flugzeugentführung und gelösten Geldproblemen. Danach habe sie ihren Onkel nie wieder gesehen. Das FBI untersuchte einen Gitarrengurt aus dem Besitz des Verdächtigen auf Fingerabdrücke und führte DNA-Analysen durch, jedoch ohne Erfolg.

## Folgen
Nach drei ähnlichen, aber weniger erfolgreichen Flugzeugentführungen verlangte die Federal Aviation Administration, dass alle Boeing 727 mit einem mechanischen aerodynamischen Keil, bekannt in Amerika als „Cooper vane“, ausgerüstet werden, der verhindert, dass die hintere Treppe während eines Fluges herabgelassen werden kann. Metalldetektoren wurden an den Flughäfen installiert, und es kam zu einigen Flugsicherheitsregeln.

## Rezeption

### Serien und Filme
Die Tatsache, dass der Fall nie aufgeklärt wurde, bot vielfach Stoff für Film und Fernsehen:
- 1981: Der US-Spielfilm The Pursuit of D. B. Cooper mit Treat Williams als D. B. Cooper fokussiert sich auf die fiktive Flucht des Täters nach einer geglückten Landung.
- 1990: In der US-Serie Twin Peaks heißt der ermittelnde FBI-Agent und Hauptperson Dale Bartholomew Cooper, benannt nach D. B. Cooper.[29]
- 2022: Die Mini-Serie Das Rätsel um D. B. Cooper beim Streaminganbieter Netflix behandelt den Fall in vier Folgen.[30]
- In der US-Serie Prison Break spielt der Fall D. B. Cooper eine wichtige Rolle. Charles Westmoreland, ein Mithäftling der Hauptperson Michael Scofield, ist Cooper. Dies bestreitet er jedoch allen außer Michael Scofield gegenüber. Er verrät Scofield das Versteck des Geldes (in der Serie 5 Millionen US-Dollar).
- Im Film Trouble ohne Paddel machen sich drei Freunde um die 30 auf die Suche nach D. B. Coopers Geld und stoßen auf seine vermeintlichen Überreste.
- In der Episode Showdown einer Legende (The Ballad of D. B. Cooper) der vierten Staffel der US-Serie Renegade – Gnadenlose Jagd erhält Bobby Informationen über D. B. Coopers aktuellen Aufenthaltsort und begibt sich auf die Suche nach ihm.
- In der Episode Alte Krieger (Old Soldiers) der sechsten Staffel der US-Serie Numbers – Die Logik des Verbrechens wird Ex-FBI-Agent Rodger Bloom, der seinerzeit in dem D.-B.-Cooper-Fall ermittelte, zu Ermittlungen hinzugezogen, nachdem Banknoten des Lösegeldes bei einem verhinderten Überfall aufgetaucht sind.
- In der 5. Staffel, Folge 6, der Serie Leverage  wird der Fall gelöst.
- Folge 11 (Rätsel um Flug NW 305) der Serie Geheimnisse der Geschichte behandelt den Fall.[31]
- In der ersten Folge der Marvel-Serie Loki für den Streaminganbieter Disney+ ist Loki als D. B. Cooper in dem Flugzeug zu sehen.
- In der US-Serie The Hardy Boys wurde die Figur J. B. Cox an D. B. Cooper angelehnt.[32] Cox bestiehlt einen anderen Passagier und springt dann mit einem Fallschirm aus der Bordtoilette.

### Romane
- Im Roman Bloodless – Grab des Verderbens (Bloodless) von Douglas Preston und Lincoln Child wird der Fall D. B. Cooper durch den FBI Special Agent Pendergast gelöst.
- Jens Eisel: Cooper, Roman, München 2022

### Musik
- Der US-amerikanische Songwriter Todd Snider nimmt sich des Themas in seinem Song D.B. Cooper an.
- Der US-amerikanische Sänger und Gitarrist Roger McGuinn spielt auf seinem ersten Soloalbum Roger McGuinn von 1973 im Song Bag full of Money auf die Flugzeugentführung an.

### Podcasts
- Der deutsche True-Crime-Podcast Weird Crimes behandelt in Folge 68 den Fall.
- Der deutsche True-Crime-Podcast Schwarze Akte behandelt in Folge 2 den Fall.
- Der deutsche True-Crime-Podcast Alle Jahre Mörder behandelt in Folge 94 den Fall.
- Der deutsche Geschichts-Podcast „His2go“ behandelt in Folge 174 den Fall.